# Nemisøen
Lago di Nemi, eller Nemisøen (latin Nemorensis Lacus), er en lille kratersø i Lazio, Italien, omkring 30 km syd for Rom. Den har et areal på 1,67 km² og er 33 meter dyb, lidt mindre end dens nabosø mod nord, Albanosøen. Byerne Genzano og Nemi er de kommunale centre for Genzano og Nemi og ligger ved havet.
Søen er måske mest kendt for de to Nemi-skibe, der blev opdaget i 1932, efter at den var blevet drænet. Det menes, at Caligula brugte dem som lystbåde, hans forgænger, kejser Tiberius, sejlede også på Nemisøen for at køle af i varmen. Skibene blev placeret i en ny bygning på bredden af søen, men blev brændt af af tyskerne under tilbagetoget fra Albanerbjergene i 1944.
Over søen står en klynge træer dedikeret til Diana, gudinden for skoven og jagten. Fra helligdommen løber et vandløb ned til søen, som også er blevet kaldt Speculum Dianae, eller "Dianas spejl" for sin rolige overflade. Resterne af et tempel for Diana står også på skråningerne ved Nemi. Den engelske socialantropolog James Frazer diskuterer kulten i sin bog fra 1890 The Golden Bough.
Det var her i området, at Henrik Ibsen blev inspireret til at skrive Kejsere og Galilæere (udgivet 1873) i 1860'erne. Stedet er også rammen om børnebogen Skyggene fra månen af norske Jon Bing (1944–2014).
Dele af computerspillet Assassin's Creed: Brotherhood finder sted ved Nemisøen.